# PyGTK
PyGTK – nakładka na bibliotekę GTK+ służąca tworzeniu interfejsu graficznego dla programów komputerowych w języku Python. PyGTK jest wolnym oprogramowaniem i jest rozpowszechniane na zasadach licencji LGPL. Twórcą biblioteki jest programista GNOME, haker James Henstridge.
PyGTK zostało wykorzystane w wielu aplikacjach m.in.:
- Anaconda
- BitTorrent
- Deluge
- Eroaster
- gDesklets
- Gramps
- Gajim

## Przykładowy kod
```
import
 
gtk

class
 
HelloWorld
(
gtk
.
Window
):

    
def
 
__init__
(
self
):

        
gtk
.
Window
.
__init__
(
self
)

        
self
.
connect
(
"delete_event"
,
 
gtk
.
main_quit
)

        
self
.
set_border_width
(
10
)

        
self
.
set_title
(
"Hello World!"
)

        
button
 
=
 
gtk
.
Button
(
"Press me"
)

        
button
.
connect
(
"clicked"
,
 
self
.
button_pressed_cb
)

        
self
.
add
(
button
)

    
def
 
button_pressed_cb
(
self
,
 
button
):

        
print
 
"Hello again - the button was pressed"

if
 
__name__
 
==
 
"__main__"
:

    
win
 
=
 
HelloWorld
()

    
win
.
show_all
()

    
gtk
.
main
()

```